# 수달 (프로게이머)
수달(본명: 김성진, 1994년 2월 3일 ~ )은 대한민국의 전직 리그 오브 레전드 프로게이머이다. 현재 프로게임단 지도자 활동하고 있다. 선수 시절 아이디는 SuDal이며 포지션은 탑 라이너였다.

## 선수 시절
2014년 2월, 빅파일 미라클에 입단하면서 프로 커리어를 시작했다. NLB 스프링 시즌 16강에 진출했다. 서머 시즌에서도 챔피언스 16강에서 탈락했으며 NLB에서도 16강에서 탈락했다.
2015년 1월, 현역 은퇴를 선언했다.

## 지도자 생활
2019년 3월 5일, 한화생명 e스포츠의 아카데미팀 코치로 부임했다.
2020년 11월, 1군 코치로 승격되었다. 2022시즌 종료 후 코치직에서 물러났다.

## 소속팀

### 선수
| # | 팀명          | 소속 기간          | 소속 리그 | 비고 |
| - | ------------- | ------------------ | --------- | ---- |
| 1 | 빅파일 미라클 | 2014.02~2015.01.05 | LCK       |      |

### 지도자
| # | 팀명             | 직책            | 소속 기간             | 소속 리그 | 비고 |
| - | ---------------- | --------------- | --------------------- | --------- | ---- |
| 1 | 한화생명 e스포츠 | 아카데미팀 코치 | 2019.03.06~2020.11.16 | LCK       |      |
| 2 | 한화생명 e스포츠 | 코치            | 2020.11.16~2022.11.22 | LCK       |      |